# Maison des jeunes et de la culture
Die Maisons des jeunes et de la culture (Abk.:MJC; Deutsch: Häuser der Jugend und der Kultur) bilden eine besondere Vereinsstruktur in Frankreich. Es gibt entsprechende Einrichtungen auch in Belgien und Quebec (Kanada). In der Sowjetunion und ihren ehemaligen Satellitstaaten wurden diese Art Einrichtungen „Palast der Pioniere“ genannt und unterstanden vor allem der offiziellen Doktrin der Kommunistischen Partei.

## Geschichte
In Frankreich wurde die „FFMJC“ (Fédération Française des Maisons des Jeunes et de la Culture) 1948 auf Initiative von André Philip gegründet; sie ging aus der „Républiques des jeunes“ hervor, die ihrerseits eine Abteilung in der Résistance von 1944 war. Die „Républiques des jeunes“ bauen auf den ersten Strukturen auf, die von der Vichy-Regierung während des Krieges gelegt worden waren, wobei sie sich ihrerseits auf die Ideen von Léo Lagrange während der Front populaire berief.
Die MJC haben die Eigenverantwortung und Selbstbestimmung der Bürger (Citoyens) zum Ziel. Sie haben die Fähigkeit, die Bürgerbewegungen zu bündeln und neue, innovative Ideen zu entwickeln. Sie wollen die Jugend und die Kultur in einer Perspektive der Volkserziehung zusammenbringen.
Diese Strukturen, die sich oft an bewährten Gepflogenheiten und Mitteln vor Ort orientieren, kommen hauptsächlich im Mutterland Frankreich sowie in den DOM und einigen frankophonen Ländern vor. In Frankreich unterstehen sie dem Ministère de la Jeunesse et des Sports.
Es gibt zwei nationale Verbände, die je eine Gruppe der französischen MJC vereinen: die Confédération des maisons des jeunes et de la culture de France (CMJCF) und die Fédération française des maisons des jeunes et de la culture (FFMJC).
Christian Maurel teilt die Geschichte der MJC in 4 Perioden ein:
- Die Gründerzeit der MJC: 1907–1947 und 948–1958
- Entstehung, Reifung und Entwicklung: 1959–1983
- Veränderung der Beziehungen zu den Gemeinden: 1984–2008
- „MJC startet in die Zukunft“: 2008...

## Weitere Artikel zum Thema
- Soziokulturelle Animation
- Gemeindehaus (Kommune)
- Ministère de la Jeunesse et des Sports (France)